# Le Neubourg
Le Neubourg è un comune francese di 4 368 abitanti situato nel dipartimento dell'Eure nella regione della Normandia.

## Società

### Evoluzione demografica
Abitanti censiti

## Monumenti e luoghi d'interesse

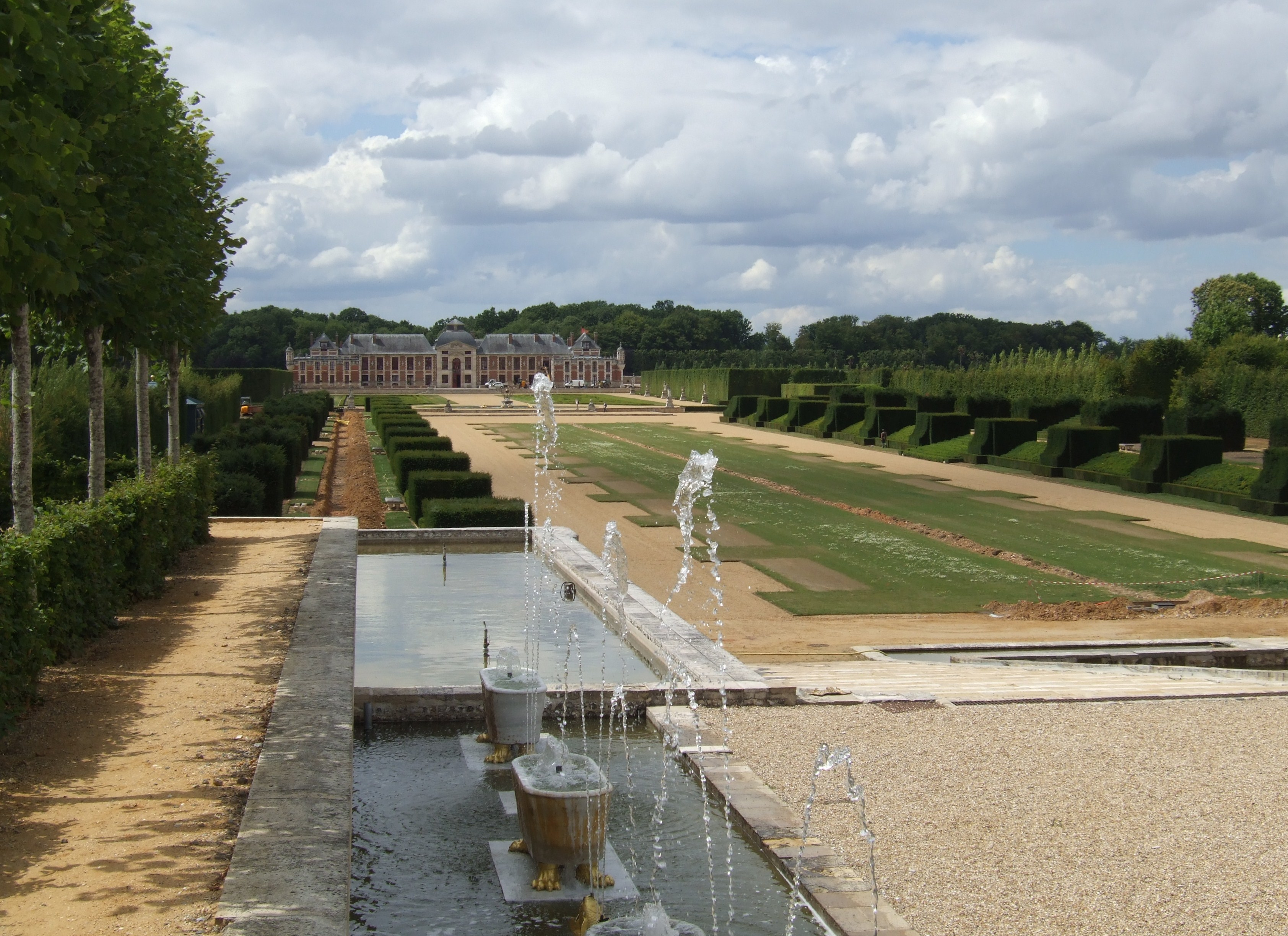
Il Castello di Champ-de-Bataille.

- Chiesa dei Santi pietro e Paolo. Edificio gotico costruito tra il 1461-83, poi modificata in stile rinascimentale durante la Guerra dei Cent'anni.
- Castello di Champ-de-Bataille, del 1653-65. Venne acquistato nel 1992 dal decoratore Jacques Garcia che lo riporta ai fasti dell'epoca.